# Enzima-tiolo transidrogenasi (glutatione-disolfuro)
La enzima-tiolo transidrogenasi (glutatione-disolfuro) è un enzima appartenente alla classe delle ossidoreduttasi, che catalizza la seguente reazione:
xantina deidrogenasi + glutatione disolfuro ⇄ xantina ossidasi + 2 glutatione
L'enzima converte la xantina deidrogenasi numero EC 1.17.1.4  in xantina ossidasi numero EC 1.17.3.2, in presenza di glutatione disolfuro; riduce anche i legami disolfuro della ricina. Non è inibito dal Cu2+ o da reagenti tiolici.